# Реверди, Мишель
Мише́ль Реверди́ (фр. Michèle Reverdy; 12 декабря 1943, Александрия) — французский композитор.

## Биография
Училась в Парижской консерватории у Оливье Мессиана. В 1979—1981 — стипендиат в Доме Веласкеса в Мадриде. С 1983 преподаёт в Парижской консерватории.

## Сочинения

### Оперы
- Замок (1980—1986, по Кафке)
- Винсент, или Высокая жёлтая нота (1984—1989)
- Наставник (1990, по Якобу Ленцу)
- Охотничье ружье (1998, по Ясуси Иноуэ)
- Медея (2001, по Кристе Вольф; пост. Рауля Руиса, 2003)
- Лесной царь/ Le Roi du Bois, опера для актёра, детского хора и струнного квартета по книге Пьера Мишона (2012)

### Сценическая музыка
- Le Nom au bout de la langue для актрисы и инструментального ансамбля, по П. Киньяру (1993)
- Les Ruines circulaires, мелодрама для фортепиано и актёры, по Борхесу (1995)

### Инструментальные сочинения
- Hécate для контрабаса и перкуссии (2008)
- Cheminement d’un timbalier для цимбал (2011)

### Вокальные сочинения
- Cante jondo для женского голоса, флейты, английского рожка, бас-кларнета, трех перкуссионистов и фортепиано, на стихи Ф. Гарсиа Лорки (1974—1980)
- Les Amours jaunes для женского голоса и фортепиано, на стихи Тристана Корбьера (2005)
- De l’ironie contre l’absurdité du monde для голоса и фортепиано, цикл песен на стихи Дю Белле, С. Пенны, Л.Кэрролла, Ф.Гарсиа Лорки (2009)

### Сочинения для камерного оркестра
- Hommage à Cioran для 6 инструментов (1992)
- Концерт для оркестра (1994)
- Anacoluthes Hommage à Olivier Messiaen для 7 инструментов (2008)

### Дуэты
- Tetramorphie для альта и перкуссии (1976)
- Chemins croisées для альт-саксофона и перкуссии (1996)

### Трио
- Trio nomade для альта, виолончели и фортепиано (2003)

### Квартеты
- L’Intranquillité для струнного квартета (1991)
- Ni d’ici ni d’ailleurs для арфы и струнного квартета (2010)
- Quatre eaux fortes для струнного квартета (2013)

### Квинтеты
- Квинтет для духовых инструментов (1980)

### Сочинения для оркестра
- Концерт для арфы и большого симфонического оркестра (2006)

## Тексты о музыке
- Composer de la musique aujourd’hui. Paris: Klincksieck, 2007

Реверди — автор монографий о фортепианных и оркестровых сочинениях Мессиана.